# Vidrà
Vidrà (spanisch Vidrá) ist ein Bergdorf und eine katalanische Gemeinde (Municipio) mit 169 Einwohnern (Stand: 2024) in der Provinz Girona im Nordosten Spaniens. Sie liegt in der Comarca Osona. 

## Geographie
Vidrà liegt etwa 85 Kilometer nordnordöstlich von Barcelona und etwa 65 Kilometer westnordwestlich von Girona in einer Höhe von ca. 980 m.

## Demografie
| 1900 | 1930 | 1950 | 1970 | 1981 | 1991 | 2001 | 2011 | 2021 |
| ---- | ---- | ---- | ---- | ---- | ---- | ---- | ---- | ---- |
| 479  | 454  | 392  | 235  | 197  | 171  | 163  | 163  | 186  |

## Sehenswürdigkeiten
- Burgruine von Milany
- Hilariuskirche in Vidrà
- Bartholomäuskirche von Covildases
- Barbarakapelle
- Luzienkapelle

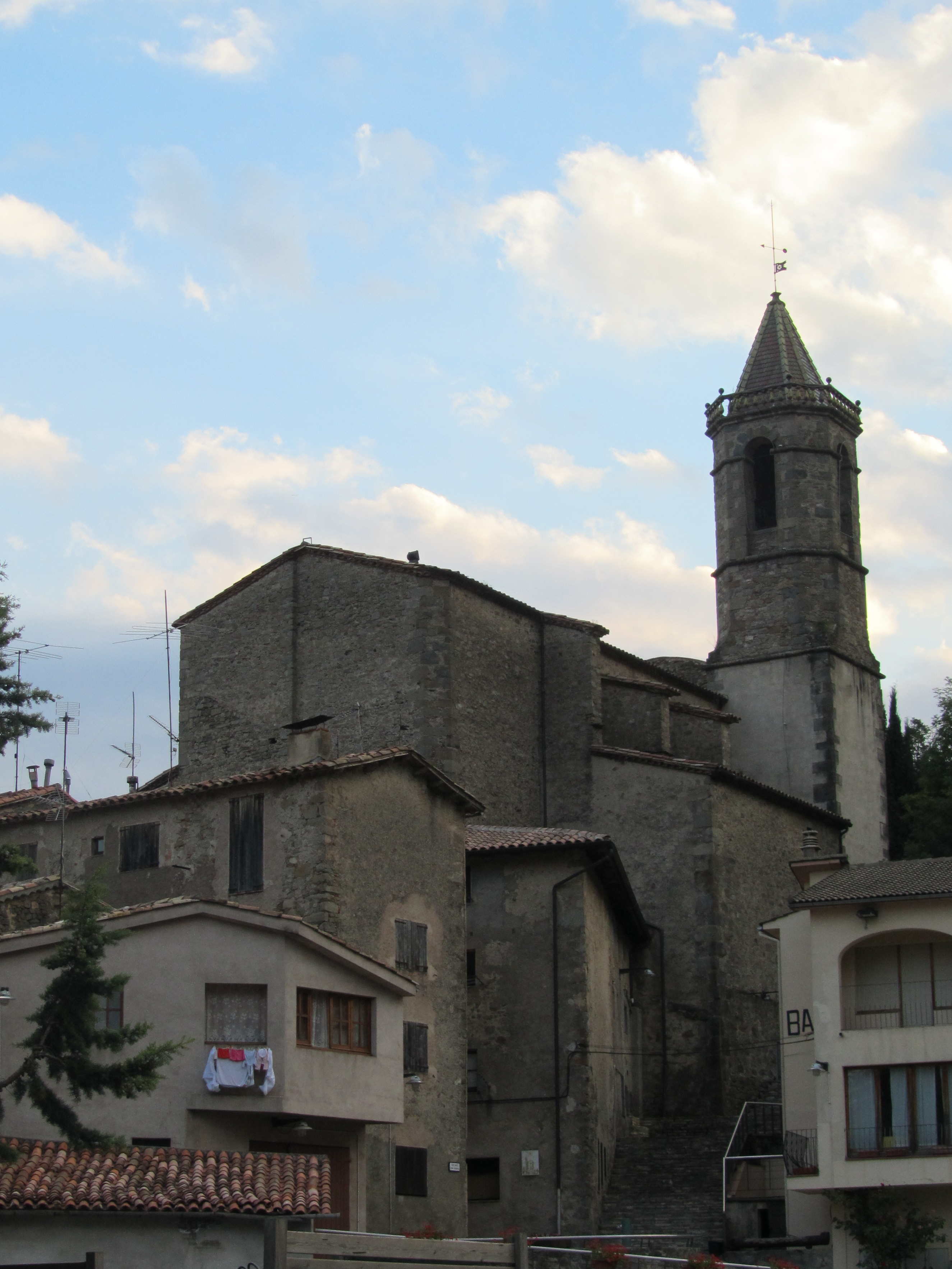
Hilariuskirche
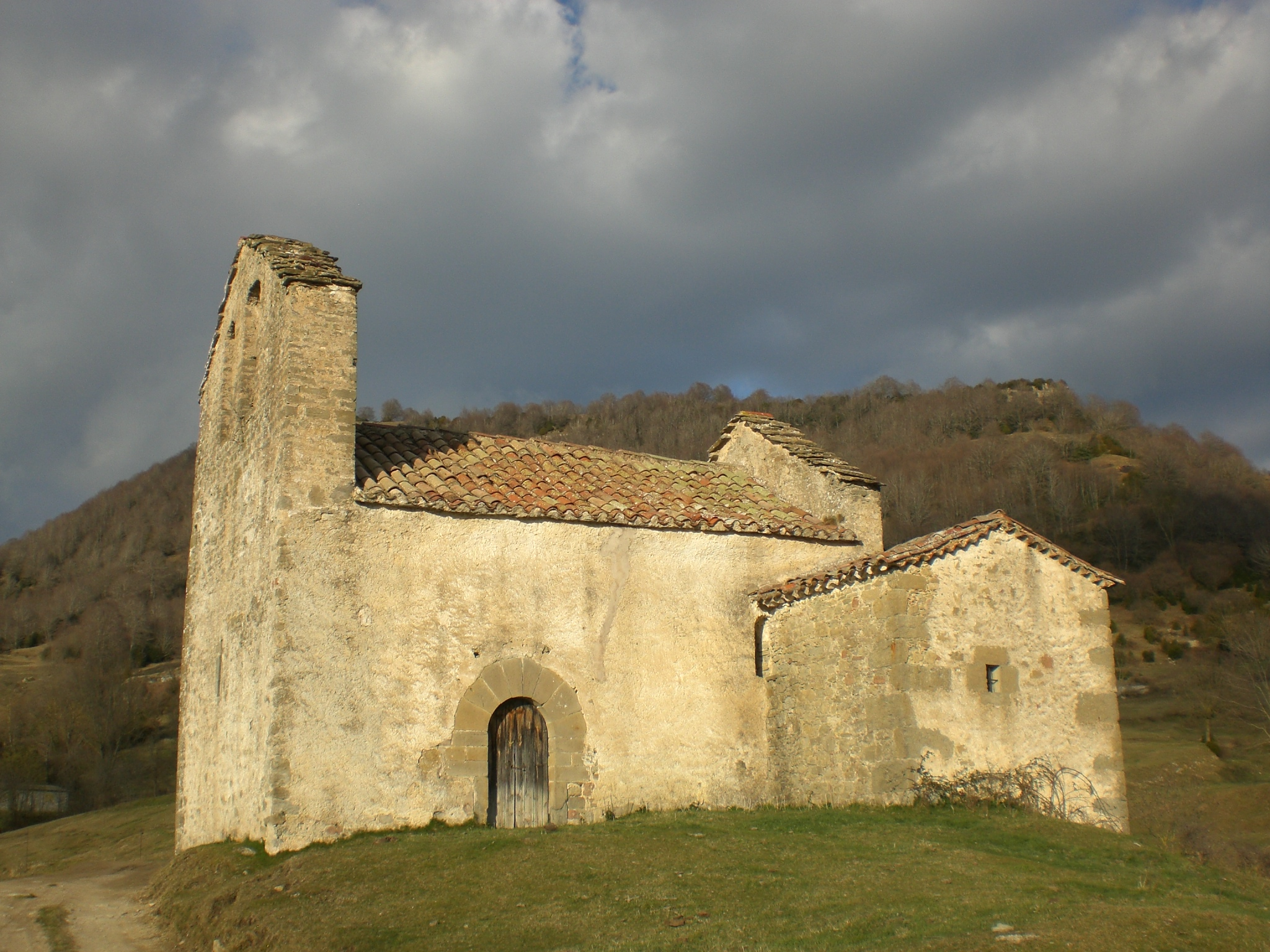
Bartholomäuskirche
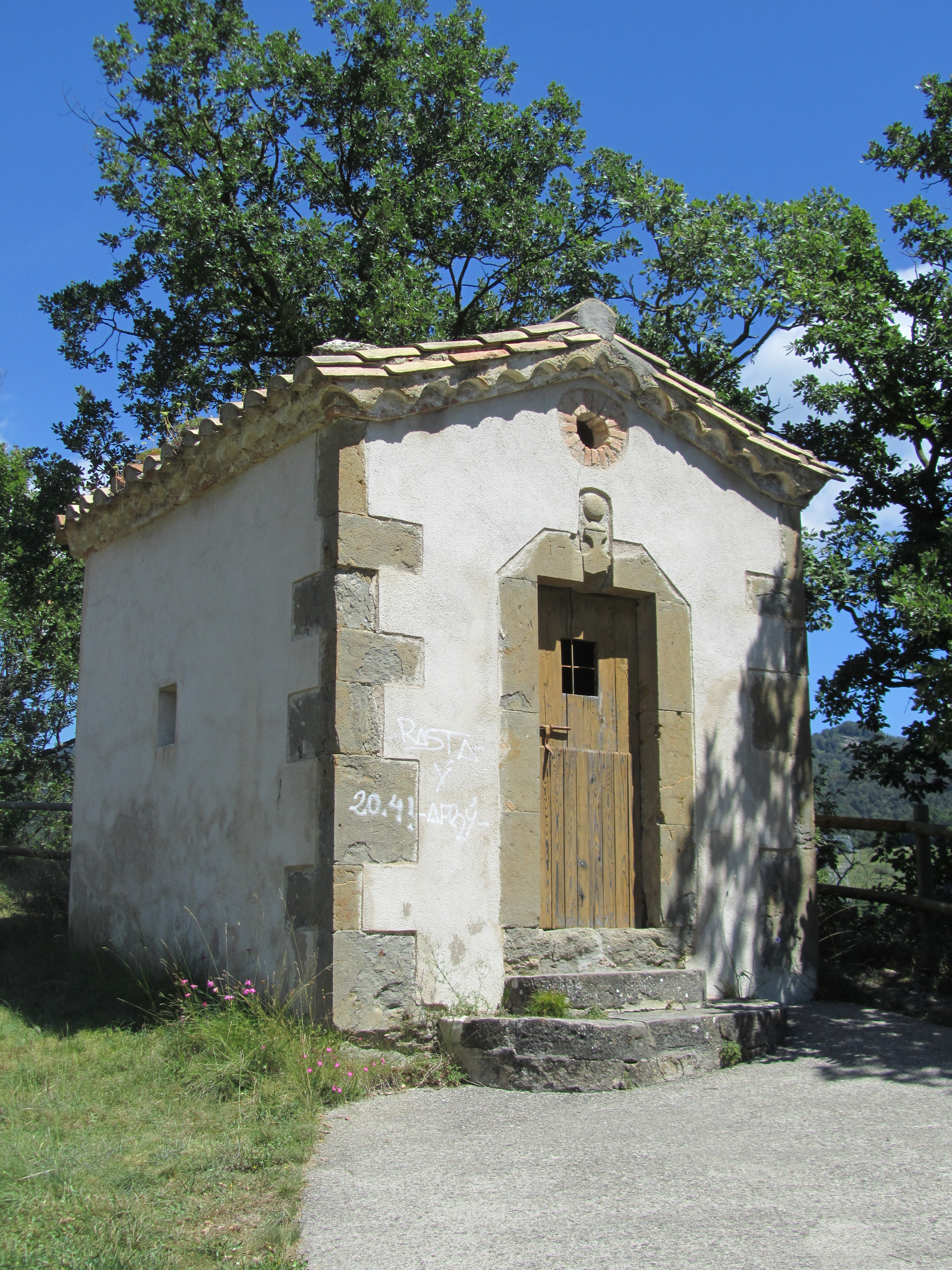
Barbarakapelle